# سیال شریف
سیال شریف (به انگلیسی: Siyal Sharif) یک روستا در پاکستان است که در پنجاب واقع شده‌است.